# Тельное (село)
Тельное (укр. Тельне) — село в Корюковском районе Черниговской области Украины. Население 146 человек. Занимает площадь 1,066 км². Село Тельное расположено в 15 км от районного центра – города Корюковка и в 3 км от центра старостинского округа – села Сядрино.
Код КОАТУУ: 7422488704. Почтовый индекс: 15323. Телефонный код: +380 4657.
Орган местного самоуправления — Сядринский сельский совет (Черниговская обл., Корюковский р-н, с. Сядрино, ул. Генерала Белова, 54).

## История
В XVI в. эти земли под названием Сядринский "остров" принадлежали к Домыслинской волости Черниговского уезда Московского государства. «Островами» в этих краях называли значительные участки земли, с нескольких сторон окружённые реками. В начале XVII в. Сядринский и соседний Убидский "острова" принадлежали совместно сыновьям боярским (мелким феодалам) Матвею Артюхову и Василию Берсину.
Новое освоение этих земель начинается после вхождения Черниговщины в состав Речи Посполитой. В 1632 г. король отдал их шляхтичу Яну Сеножатскому. В 1634 г. королевскую привилегию на эти земли получает жалонёр, в дальнейшем черниговский казначей Михаил Ясликовский, который продал имение в январе 1635 г. королевскому ротмистру Николаю Киселю. Эти земли имели значительные лесные массивы, в частности, в районе нынешнего Сядрино был большой бор с бортными деревьями, который позже назвали Калениковой вотчиной. К Освободительной войне 1648-1654 гг. местность так и оставалась пустой.
Слободка Тельная возникла в 1720 году. Была осаждена черниговским полковником Павлом Полуботком, которому издавна принадлежали село Савинки, более мелкие поселения Самотуги и Гута Сядринский. В 1732 г. в Тельном, которое тогда принадлежала вдове Полуботка Анне, насчитывалось "малогрунтовых простолюдинов" (среднего достатка) 7 дворов (8 домов), "нищих" (бедняков) – 22 двора.
После Анны Полуботок Тельное принадлежало сыну Павла Полуботка – бунчуковому товарищу Андрею Полуботку. Впоследствии часть деревушки перешла в качестве приданого Ульяны Андреевны Полуботок к Ивану Михайловичу Забиле. Другая часть с 1744 г. досталась в наследство её брату бунчуковому товарищу Василию Андреевичу Полуботку.
До уничтожения автономии Гетманщины поселение находилось в составе Волынской, иногда Понорницкой сотни Черниговского полка. Затем оно вошло в Сосницкий уезд Новгород-Северского наместничества (с 1802 г. Черниговской губернии). Во второй половине XVIII в. местность возле Сядрино и Тельного была густо покрыта лесами, которые использовались как строительный материал.
На 1781 г. население деревни (деревушки) Тельное проживало в 27 дворах (29 домов), из которых 10 принадлежало Прохору Ивановичу Забиле, а остальные – вдове бунчукового товарища Семёна Яковлевича Полуботка Анастасии. Жители Тельного преимущественно производили телеги, сани, колеса, деревянную посуду и возили на продажу в Короп и Сосницы. Кроме леса вблизи Тельного находились пахотные земли и сенокосы.
В 1810 г. в Тельном проживало 325 душ обоих полов крепостных крестьян.
В 1840 г. в Тельном упомянуто лишь 22 двора и 96 жителей.
В 1861 г. в Тельном в 54 дворах проживало 441 чел. Всего в деревушке сын полковника Платон Яковлевич Забила имел 73 ревизские души (крепостные мужского пола). Другая половина этой деревушки (132 души) находилась в собственности коллежского советника Степана Ивановича Лашкевича. В Савинках, Тельном, Сядрином Забиле имелось 4769 ½ десятины земли (десятина = 1,09 гектара) и винокуренный завод в последнем. Земли в деревушке использовались следующим образом: 59 десятин – усадьбы с огородами, 737 – пашня, 365 десятин – сенокосы, 438 десятин – леса. Основным занятием населения было земледелие. Урожайность зерновых составляла 1:3, что было средним показателем для Сосницкого уезда. В качестве рабочего скота использовались 60 лошадей и 44 вола.
По описанию 1872 г. эта местность принадлежала к Холменской волости Сосницкого уезда. После 1876 г. сядринские, самотужские, тельненские и савинские земли у Забилы купила помещица Добровольская Елизавета Мироновна (? - 1902).
После них земли унаследовали дети. Александр Францевич (1859 – после 1927), который жил в Сядрино, имел 1485 десятин земли. Августин Францевич (1845 – ?) из Самотуг имел 581 десятину, а Троицкая (Троцкая) Лидия Францевна из Тельного – 266 десятин земли.
В 1872 г. в Тельном в 119 дворах (из них 118 крестьянских) проживало 588 чел. Кроме занятия земледелием тельненцы работали на сахарных заводах.
К 1897 численность населения несколько возросла и составила 716 чел., проживающих в 115 дворах. В 1892 г. в Тельном проживало уже 870 чел. Это, очевидно, было наибольшее количество населения за всю историю села.
В 1910 г. Сосницкое уездное земство в Тельном построило начальную школу. С 1914 г. детей учила выпускница гимназии Левченко Антонина Михайловна, по происхождению из мещан. Законоучителем был Сядринский священник о. Димитрий Бесарабов. Попечителем учебного заведения был избран помещик Александр Францевич Добровольский. На 1 января 1917 г. во всех трёх отделениях (классах) обучалось 48 мальчиков и 25 девочек.
Благодаря земству в Тельном появляется потребительский кооператив, который упоминается в 1915 г.
На время Февральской революции в Российской империи в Тельном проживало 803 человека.
При советской власти Тельное вошло в Сядринский сельский совет и в 1923 г. отошло к новосозданному Холминскому району. В 1924 г. количество дворов увеличилось до 163-х с 845 жителями. Во время коллективизации в Тельном организован колхоз им. Сталина.
При немецкой оккупации в Тельном власть представляли староста и вспомогательная полиция.
19 сентября 1943 г. населённые пункты сельсовета были освобождены частями 55-й стрелковой дивизии полковника Заиюльева и 60-й стрелковой дивизии полковника Богоявленского.
В 1967 г. к сядринскому колхозу им. Димитрова был добавлен тельненский и самотужский колхозы. Хозяйство специализировалось на выращивании зерновых, технических культур и мясо-молочном животноводстве. В дальнейшем в Тельном была молочно-товарная ферма.
В конце 1966 г. Тельное отошло к восстановленному Корюковскому району.
В 80-90-х годах прошлого века в селе ещё работали клуб, находившийся в помещении бывшей начальной школы, и магазин, которые сегодня уже не действуют. Постоянно сокращается численность населения. Если в 2001 г. было зарегистрировано 146 человек, то в 2009 г. оставалось 113 человек, а в 2015 г. – 84 человека. В 2019 г. фактически проживало всего 46 человек из 63 зарегистрированных.

## Выдающиеся личности
Уроженцем с. Тельное является Алекс Лисситса (1974 г. р.) – украинский общественный деятель, руководитель «IMK», президент ассоциации «Украинский клуб аграрного бизнеса».